# Costituzione del Ducato di Varsavia

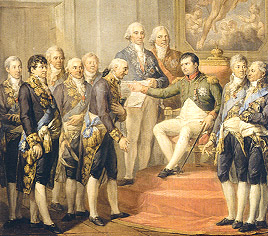
Napoleone che concede la Costituzione del Ducato di Varsavia.

La Costituzione del Ducato di Varsavia fu approvata da Napoleone il 22 luglio 1807 a Dresda. Insieme al Codice napoleonico, costituì un'importante riforma delle classi sociali polacche (nobiltà, contadini e abitanti delle città), in quanto introdusse il principio secondo il quale tutti i cittadini erano uguali di fronte alla legge. Fu abolita la schiavitù e fu garantita la libertà personale. Il Ducato di Varsavia era uno stato fantoccio della Francia, che non aveva una propria diplomazia: il re Federico Augusto I di Sassonia divenne Duca di Polonia ed ebbe il controllo sulla sua politica estera; un rappresentante della Francia doveva risiedere a Varsavia, ed aveva importanti influenze sul governo del ducato. L'esercito del ducato era subordinato a quello francese.